# Ten szalony, szalony świat
Ten szalony, szalony świat (ang. It's a Mad, Mad, Mad, Mad World) − amerykańska komedia kryminalna z 1963 roku w reżyserii Stanleya Kramera. Fabuła koncentruje się na szaleńczym wyścigu o majątek, w którym udział bierze grupa zdesperowanych nieznajomych. 
Zdjęcia kręcono w Kalifornii, m.in. w Palm Springs, Santa Monica, Malibu i Long Beach. W filmie w rolach pierwszo- i drugoplanowych wystąpiła plejada hollywoodzkich gwiazd, m.in. Spencer Tracy, Peter Falk, Buster Keaton, Milton Berle, Sid Caesar i Mickey Rooney. 
W 1964 Ten szalony, szalony świat wyróżniony został nominacjami do Oscara i Złotego Globu, a następnie Nagrodą Akademii Filmowej za najlepszy montaż dźwięku. Obraz zainspirował takie późniejsze komedie, jak Łowcy rupieci (1979) i Wyścig szczurów (2001).

## Obsada
- Spencer Tracy − Kapitan T. G. Culpeper
- Edie Adams − Monica Crump
- Milton Berle − J. Russell Finch
- Sid Caesar − Melville Crump
- Buddy Hackett − „Benjy” Benjamin
- Ethel Merman − pani Marcus
- Dorothy Provine − Emmeline Marcus-Finch
- Mickey Rooney − Ding "Dingy" Bell
- Dick Shawn − Sylvester Marcus
- Phil Silvers − Otto Meyer
- Terry-Thomas − J. Algernon Hawthorne
- Jonathan Winters − Lennie Pike
- Peter Falk − kierowca taksówki
- Buster Keaton − Jimmy